# Linda Johnson-Blair
	Linda Marie Johnson-Blair (20 juni 1971) is een Canadees langebaanschaatsster.
Johnson-Blair startte op de Olympische Winterspelen van Lillehammer in 1994 op de 500 meter. In 1998 op de Olympische Winterspelen van Nagano startte ze op de 500 meter en de 1000 meter. 

## Records

### Persoonlijke records[4]
| Afstand    | Tijd    | Datum            | Baan    |
| ---------- | ------- | ---------------- | ------- |
| 500 meter  | 38,98   | 28 december 1997 | Calgary |
| 1000 meter | 1.18,75 | 20 december 1997 | Calgary |
| 1500 meter | 2.12,74 | 2 november 1996  | Calgary |
| 3000 meter | 5.10,16 | 4 maart 1990     | Calgary |